# Lollands historie 1536-1849
Lollands historie 1536-1849 beretter om Lollands historie fra Reformationen i Danmark i 1536 over indførelsen af enevælden i 1660 til dens afskaffelse med Junigrundloven i 1849 og dermed indførelsen af et konstitutionelt monarki i Danmark.
Ved Reformationen blev alt Lollands kloster- og bispegods inddraget af kongen. Dette nye krongods blev dog i de følgende århundreder bortsolgt igen. Det tidligere Halsted Kloster blev således i 1700-tallet sæde for Baroniet Juellinge. Herremændene på de store lollandske godser, der dominerede øen, mistede efterhånden deres tidligere vigtige militære rolle. I stedet udvidede de deres hovedgårde i størrelse, og fæstebøndernes hoveri steg i omfang, så det efterhånden kom til at udgøre et betydeligt samfundsproblem. Det hovedgårdssystem, som godserne på Sjælland, Lolland og Falster blev drevet efter, gav bondestanden dårligere vilkår end det alternative rentegodssystem, som var udbredt i Jylland og på Fyn, hvor herremændene havde en interesse i, at deres fæstebønder trivedes økonomisk. 
De fem lollandske købstæder havde som særkende, at deres handelsprivilegier var mindre vidtgående end i resten af kongeriget, da såvel de dominerende godser som bondegårde og mange fiskerlejer havde egne rettigheder til at handle med specielt Tyskland. Det medførte en magtkamp om handelsrettigheder mellem købstæderne på den ene side og landbefolkningen på den anden, som pågik i århundreder. Købstæderne var generelt små, men øens største by Nakskov klarede sig godt indtil slutningen af 1600-tallet. Her blev Nakskov ramt af en katastrofe under Svenskekrigene i 1658-1660, hvor byen to gange blev indtaget af den svenske hær, anden gang efter en hård og lang belejring. Byen blev udplyndret og ødelagt og kom sig først længe efter. Også på landet blev mange gårde ødelagt under den svenske besættelse.
I 1660 blev enevælden indført. Den gamle danske adel mistede en del af sin politiske magt, men beholdt sine økonomiske privilegier og mange administrative funktioner. En ny rangadel blev indført i form af lensgrevskaber, lensbaronier og stamhuse - tilsammen kaldt majorater, der hver havde et meget betydeligt jordtilliggende. I alt blev der oprettet 13 majorater på Lolland fra 1714 til 1819.
Administrativt blev Lolland sammen med Falster samlet i det nyoprettede Maribo Amt fra 1803. Samme år blev Lolland-Falsters Stift udskilt fra Fyens Stift, og den gamle klosterkirke i Maribo blev til Maribo Domkirke.
Slutningen af 1700-tallet og det efterfølgende århundrede blev præget af landboreformerne, hvor en stor del af det hidtidige fæstegods blev gjort til selvejergårde, og landsbyerne blev udskiftet. Den lollandske lensgreve og storgodsejer C.D.F. Reventlow var en af hovedmændene bag reformerne.

## Fra Reformationen til Enevælden
Ved Reformationen i 1536 blev alt kloster- og bispegods inddraget og overgivet til kongen. Samtidig blev adelens magt forøget i den efterfølgende periode. Udover frihed for tiende og eneret på retten til at eje skattefri jord var det også kun adelige, der kunne besætte de vigtigste embeder. Den krigsteknologiske udvikling gjorde, at adelen mistede sin militære rolle, og derfor blev standens fokus rettet mod dyrkningen af den betydelige adelige godsjord. Herregårdenes arealer voksede i størrelse, og der blev mere behov for arbejdskraft, som hentedes fra fæstebønderne. Disse skulle udover at betale indfæstningsafgift og et årligt landgilde også stille arbejdskraft til rådighed på hovedgårdene i form af hoveri. I middelalderen havde hoveriet ikke haft stort omfang, men det ændredes fra 1500-tallet og blev frem til 1700-tallet udvidet så kraftigt, at det blev et samfundsproblem. Modsat landgildets størrelse, som var fastlagt én gang for alle, kunne herremanden kræve hoveri på ubestemt tid. 1500-årene havde samtidig gode landbrugskonjunkturer, og det udmøntedes i store nye herregårdsanlæg. Et fremtrædende eksempel var det sengotiske Krenkerup ved Sakskøbing, opført af Mogens Gøye, der blev et af landets største og fornemste herresæder, og renæssanceherregården Berritsgaard.:19ff 

### Landbruget
Landbruget i hele Danmark var fra ca. 1400 til sidst i 1700-tallet præget af det klassiske danske godssystem med en hovedgård beboet af herremanden omgivet af fæstegodset drevet af fæstebønder. Der var to hovedvarianter af godssystemet: Rentegodset (også kaldet fæstegårdssystemet), hvor hovedgårdens eget landbrug havde en beskeden størrelse, og godsejerens indtægter derfor først og fremmest bestod af landgilden fra fæstebønderne, og hovedgårdssystemet, hvor godsejerens hovedindtægt kom fra hovedgårdens egne afgrøder. For rentegodsets vedkommende havde godsejeren derfor en direkte interesse i, at hans fæstebønder var velstillede med en god økonomi, sådan at deres evne til at betale afgifterne til tiden ikke kom i fare. Under hovedgårdssystemet var godsejeren omvendt primært interesseret i fæstebøndernes arbejdskraft i form af hoveri på godsejerens egen jord, selvom udstrakt hoveri gjorde det sværere for bonden at drive sin egen fæstegård ordentligt. Rentegodset var den dominerende driftsform på Fyn og i Nørrejylland. I Sønderjylland fandtes begge driftsformer side om side, mens hovedgårdssystemet dominerede på Sjælland, Lolland og Falster. Det havde store konsekvenser for bondestandens vilkår i de forskellige landsdele, idet bønderne socialt og økonomisk var betydeligt bedre stillede i områderne, hvor rentegodset dominerede, end i områder som Lolland, der blev præget af hovedgårdssystemet.:23-24 

### Købstæderne
De lollandske købstæder var alle ramt af et strukturelt problem, der hæmmede deres vækst, idet Lolland sammen med Falster var det sted i kongeriget, hvor deres handelsprivilegier var mest gennemhullede. Det skyldtes, at fiskerlejer og bondegårde havde ret store rettigheder til selvstændig handel i forhold til resten af Danmark, og at godserne, som også havde handelsprivilegier, dominerede landområderne totalt. Dette førte til en magtkamp, der varede i århundreder, mellem købstæderne på den ene side og godsejerne og bønderne på den anden side om retten til at handle med specielt Tyskland.
Nakskov var den største by og klarede sig godt indtil slutningen af 1600-tallet. Byen fik flere privilegier på bekostning af de andre købstæder. Således var den 1662-1687 stabelstad for hele Lolland, så varer kun måtte eksporteres udenlands herfra. Målt på skattebetalinger bidrog Nakskov i perioden fra 1550 til 1658 lige så meget som alle de andre købstæder på Lolland-Falster tilsammen. Nakskov blev imidlertid ramt af en katastrofe under Svenskekrigene i 1600-tallet. Her blev Lolland invaderet af den svenske hær, der vandrede over isen fra Nordtyskland. Det gik hårdt ud over landsdelen, hvor mange gårde blev brændt ned og stod øde i en længere årrække, og skove fældet eller brændt.:28ff :178  Nakskov blev to gange indtaget af svenskerne i henholdsvis 1658 og 1659, den anden gang efter en hård belejring, hvor en beskeden garnison holdt ud i 2½ måneder. Byen blev udplyndret og ødelagt af den svenske hær, og det varede mange årtier, før den overvandt begivenhederne.

## Under enevælden

### Den nye lensadel
Kort efter fredsslutningen blev enevælden indført, og den gamle fødselsadel mistede dermed sin politiske magt. En ny rangadel blev skabt i form af muligheden for at oprette majorater eller lensgodser med specielle regler for ejendommen: Godset var båndlagt, så det hverken kunne sælges, belånes eller deles ved arv. Det skulle således videregives udelt fra den ene besidder til den næste. En person, uanset om vedkommende var borgerlig eller adelig, med tilstrækkelig stort gods kunne med kongens tilladelse oprette et sådant majorat. Afhængigt af størrelsen kunne det blive et grevskab, et baroni (friherreskab) eller et stamhus. Et majorat gav fordele i form af skattefrihed både for hovedgården og 300 tønder hartkorn bøndergods, ret til at udnævne præst, degn og dommer på godset, samtidig med at besidderen blev amtmand på sit eget gods, der dermed optrådte som en lille stat i staten. Med denne ordning kunne kongen skabe en loyal og stabil godsejerstand, der kunne varetage den lokale administration.:28ff 

#### Majorater på Lolland
På Lolland blev der i alt i de følgende knap 200 år oprettet 13 majorater, et tal, der dog blev lidt mindre over tid, da nogle majorater senere blev inkorporeret i andre::28ff 
Grevskaber:
- Knuthenborg (1714)
- Christiansborg (1729, navneskifte i 1741 til Christianssæde)
- Christiansholm (Aalholm, 1734)
- Hardenberg-Reventlow (Krenkerup, 1815)

Baronier:
- Vintersborg (1673, ophævet 1801, solgt til Krenkerup og indgik i 1815 i grevskabet Reventlow-Hardenberg)
- Juellinge (oprettet 1672 på Stevns, reelt overført til Lolland i 1719, formelt dog først i 1721)
- Christiansdal (1741, substitueret i 1804 og indgik i 1815 i grevskabet Reventlow-Hardenberg)
- Guldborgland (Orebygaard, 1784)
- Sønderkarle (Lungholm, 1819)

Stamhuse:
- Krenkerup (1736, indgik i grevskabet Reventlow-Hardenberg i 1815)
- Bremersvold (1773)
- Engestofte-Ulriksdal (1799)
- Højbygaard (1803, indgik i 1819 i baroniet Sønderkarle)

Til sammenligning blev der oprettet et enkelt majorat på Falster, nemlig Stamhuset Vennerslund i 1846. Det blev det sidste majorat, der blev oprettet i Danmark, da Den Grundlovgivende Rigsforsamling blot to år senere forbød oprettelsen af flere majorater.:28ff 
Mange af de nye grevskaber, baronier og stamhuse blev oprettet af den gamle danske adel, men andre af borgerlige, der havde gjort karriere, eller indvandrere fra Tyskland, der var trådt i de danske kongers tjeneste. Det gjaldt således Helmuth Otto von Winterfeld, der var i høj kurs hos Frederik III og Christian V, og som i 1671 blev friherre og 1673 oprettede Lollands første majorat, baroniet Vintersborg. Diplomaten, officeren og embedsmanden Christian Ditlev Reventlow, der tilhørte den gamle adel, oprettede grevskabet Christianssæde i 1729 og blev efterhånden landet største godsejer.:30ff 

### Administrativ inddeling og befolkningsudvikling
Lolland oplevede som resten af Danmark flere administrative reformer under Enevælden. Ved amtsreformen 1662 blev de to hidtidige len omdøbt til amter, henholdsvis Halsted Klosters Amt og Ålholm Amt. Ved en efterfølgende amtsreform i 1793 blev de to amter lagt sammen med Nykøbing Amt, der omfattede Falster og de mindre øer Fejø, Femø og Askø, til Maribo Amt, dog først med virkning fra 1803. I 1837 blev Lollands fem købstæder centre i hver sin købstadskommune, og i 1841 blev resten af øen inddelt i sognekommuner.
I 1803 fik Lolland og især Maribo en mere fremtrædende kirkelig placering, idet Lolland-Falsters Stift i 1803 blev udskilt fra Fyns Stift med virkning fra 1804 - det første nye stift i Danmark siden middelalderen. Det nedlagte Maribo Klosters kirke, der senere havde fungeret som en almindelig bykirke, blev dermed forfremmet til domkirke. Stiftets første biskop Andreas Birch boede i Maribo, hans efterfølger P.O. Boisen, der havde været sognepræst i Vesterborg, blev boende i Vesterborg Præstegård i hele sin embedstid som biskop, og hans efterfølger Rasmus Møller, der var biskop indtil 1842, boede atter i Maribo. Men derefter har stiftets bisper boet i Nykøbing Falster, hvor stiftets sjette biskop, D.G. Monrad, flyttede ind i Bispegården, der stadig er biskoppens officielle residens.
Befolkningstallet på Lolland menes at have stagneret i 1600-tallet, men igen at være steget i det følgende århundrede, først på landet. Vurderingen er dog usikker for tiden inden officielle folketællinger. Ved Danmarks første rigtige folketælling i 1787 var befolkningstallet i den nuværende Lolland Kommune 23.238 personer og i den nuværende Guldborgsund Kommune (som omfatter Østlolland og hele Falster) 24.750 indbyggere. I købstæderne boede der henholdsvis 1375 (Nakskov), 660 (Maribo), 627 (Nysted) og 533 (Sakskøbing) personer. Ca. 60 år senere, i 1850, var befolkningstallet i de to kommuner steget til henholdsvis 39.145 og 39.872 personer. Det svarede til en samlet vækst på 64 %. Det var lidt mindre end befolkningsvæksten i hele landet, der i samme periode var på 68 %. I Nakskov var befolkningstallet steget med 115 % til 2955 indbyggere og i Maribo med over 150 % til 1667 personer.

### Landboreformerne
På Lolland var jorden blandt den allerbedste og fedeste i hele Danmark, så det her som det eneste sted var muligt at dyrke hvede i 1700-tallet. På grund af hovedgårdenes absolutte dominans med udbredt hoveri var hovedparten af 1700-tallets lollandske bønder alligevel forarmede. Et enkelt år med misvækst kunne være ødelæggende for befolkningen, hvor mange måtte forlade deres gårde, fordi de ikke kunne betale skatterne.:52  En beskrivelse af Lolland fra 1776 fortalte, at øen var "...et af de frugtbareste af alle danske lande, men tillige med hensyn til den almindelige mands vilkår et af de allerfattigste". Det gjaldt selv de lokale møllere, som ellers normalt hørte til bondestandens elite. Vilkårene forværredes yderligere af den særlige malaria kaldet "lollandsk syge", som to tredjedele af øens befolkning led af omkring slutningen af 1700-tallet som følge af de mange sumpede steder og vandhuller på den flade ø, hvor malariamyg stortrivedes.:38-39 
I løbet af 1700-tallet skiftede flere af de lollandske storgodser fra det traditionelle firevangslandbrug til det såkaldte holstenske kobbelbrug. Her var markerne indhegnede, og sædskiftet vekslede regelmæssigt mellem korn og græs eller kløver. Foderafgrøderne var gode for jorden og muliggjorde en større animalsk produktion, ikke mindst til mejeribrug. I denne periode blev de mulige gevinster ved landboreformer for at øge landets velstand ivrigt diskuteret i de ledende kredse, og lensgreve C.D.F. Reventlow blev udpeget til at stå i spidsen for de omfattende reformer, der blev gennemført sidst i 1700- og starten af 1800-tallet. Reformerne omfattede ophævelsen af stavnsbåndet, udskiftningen og dermed samlingen af den enkelte bondegårds marker, udfasningen af hoveriet, overgang fra fæsteri til selveje for bønderne, og indførelse af almindelig skolegang. Gennemførelsen tog mange årtier, og endnu omkring 1850 var der mange fæstebønder på Lolland. Jordreformerne øgede udbyttet, ikke mindst fordi braklægning blev begrænset til fordel for kløverdyrkning. Reformerne betød også, at godsejernes rolle som statens forlængede arm og deres magt over bønderne blev begrænset. Bøndernes arbejdskraft i form af hoveri på godserne forsvandt, og i stedet betjente godsejerne sig nu af husmænd og daglejere - en klasse af jordløse landboere, der voksede kraftigt op igennem 1800-tallet.:36ff  Allerede ved 1688-matriklen var der relativt flere husmænd på Lolland end i resten af landet, og efter udskiftningen overgik antallet af husmænd med jord på Lolland antallet af gårdmænd. Selve udskiftningen foregik oftest som en blokudskiftning, der kun efterlod meget få gårde tilbage i landsbyen. Tydelige eksempler på dette er Horslunde og Halsted. Landboreformerne ændrede dermed det bebyggede områdes udseende meget betydeligt.

### Landsbyskoler
I 1700-tallet fremvoksede også en række landsbyskoler på Lolland. Frederik 4. oprettede 11 rytterskoler på Lolland, men også de private godsejere var sammen med præster og bønder engagerede i skoleoprettelser. I 1736 var der 36 skoler på Lolland, og tallet voksede til 94 i 1790. C.D.F. Reventlow tog udgangspunkt i denne eksisterende lollandske tradition, da han selv satte gang i et reformarbejde på skoleområdet, både lokalt og nationalt. I 1801 startede sognepræsten i Vesterborg, den senere biskop P.O. Boisen landets første præstegårdsseminarium som et produkt af Oplysningstiden. Seminariet kom til at uddanne de fleste af de lærere, der igennem 1800-tallet kom til at præge den lolland-falsterske befolkning.:56 